# Fitoiatria
La fitoiatria è una disciplina che somma le tecniche e le procedure, tese alla cura o alla difesa degli organismi vegetali. Lo studio e l'applicazione dei metodi di prevenzione, cura e lotta delle malattie delle piante costituisce la definizione attuale. Essa integra conoscenze provenienti dalla patologia vegetale, l'entomologia, l'anatomia  e la fisiologia vegetale, la fisica e la chimica e, non ultime, le tecniche agronomiche.

Le fasi metodologiche sono:
- fase diagnostica o analisi dei sintomi;
- fase prognostica o previsione dell'evoluzione del fenomeno patologico;
- prescrizione intesa come la definizione degli interventi per la cura o la risoluzione del problema diagnosticato;
- applicazione delle prescrizioni.

Tale disciplina rientra nelle attività di competenza degli Agrotecnici, dei Dottori Agronomi e Forestali e dei Periti Agrari.